# Tábor (Pražská plošina)
Tábor (260 m n. m.) je dvojvrší v městské části Praha 9 hlavního města Prahy. Jeho západní vrchol (260 m) je nejvyšším bodem Malešic, nevýrazný východní vrchol (255 m) spadá do Hloubětína. Vrch Tábor je tvořen ostrohem, obtékaným na západní straně potokem Malá Rokytka. Ostroh na severu spadá k ulici Českobrodské, na západě a na jihu k ulici Pod Táborem (dle protilehlé policejní školy se tomuto průsmyku říká Údolí dutých hlav), na východě pozvolně přechází katastrálním územím Hrdlořez a Hloubětína směrem k hloubětínské čtvrti Za Horou a do plošiny oblasti Kyjí a Štěrbohol. Název kopce Tábor, odkazující zřejmě k biblické hoře Tábor v Galileji, je jako starý pomístní název doložen přinejmenším z indikačních skic, připojených ke Stabilnímu katastru vzniklému v 19. století. Nedaleko, severně od Českobrodské ulice, se uvnitř zákrutu Rokytky tyčí vrch Smetanka (243 m n. m.), rovněž protáhlý východozápadním směrem a souběžný s vrchem Tábor. Smetanka a Tábor jsou někdy dohromady označovány jako dvojvrší, přestože je odděluje údolí Rokytky.

## Územní příslušnost

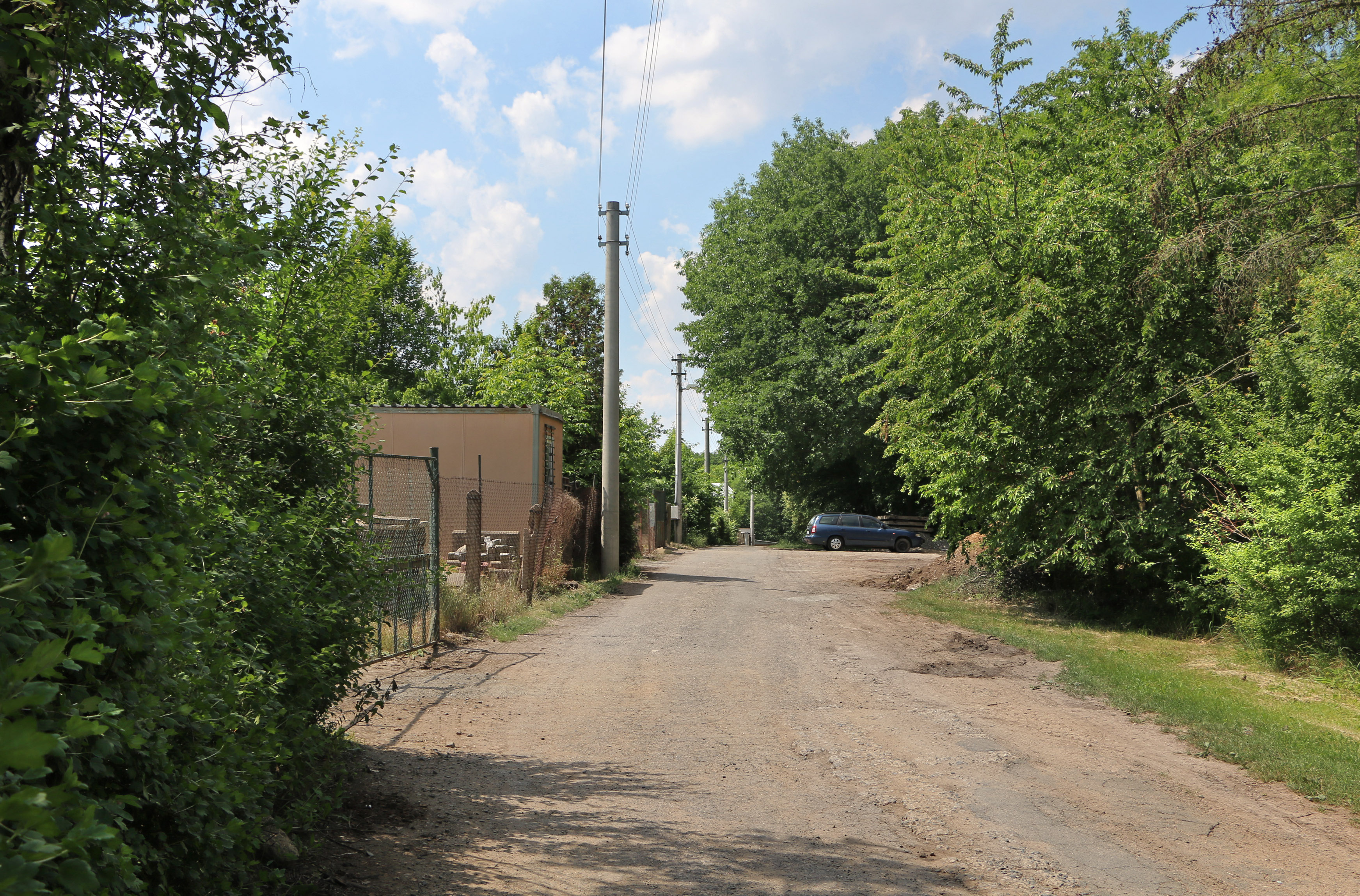
Ulice Na Táboře na hrdlořezské části kopce

Nejvýznamnější, jihozápadní část s Jiráskovou vilou, botanickou zahradou a většinou zahradnického střediska spadá do Malešic a tvoří jedinou část Malešic, která přísluší k městské části Praha 9. Statisticky je vymezena jako základní sídelní jednotka Tábor. Sedlem dvojvrší prochází napříč od severozápadu k jihovýchod pás katastrálního území Hrdlořez, do nějž spadá i celé strmé severní úbočí západní části dvojvrší; hrdlořezská část kopce je statisticky vymezena jako základní sídelní jednotka Hrdlořezy-Tábor. Východní část dvojvrší spadá do Hloubětína a je vymezena jako základní sídelní jednotka Hloubětín-Tábor, přičemž nevelký hrot takto vymezeného území přesahující v oblasti mimoúrovňové křižovatky za Průmyslovou ulici do městské části Praha 14 tvoří základní sídelní jednotku Hloubětín-Tábor-východ.
Geomorfologicky jsou kopce Tábor i Smetanka řazeny do Brdské oblasti, celku Pražská plošina, podcelku Říčanská plošina a okrsku Úvalská plošina, přičemž kopec Vinice severně od Smetanky již je počítán k okrsku Pražská kotlina.

## Historie a stavby

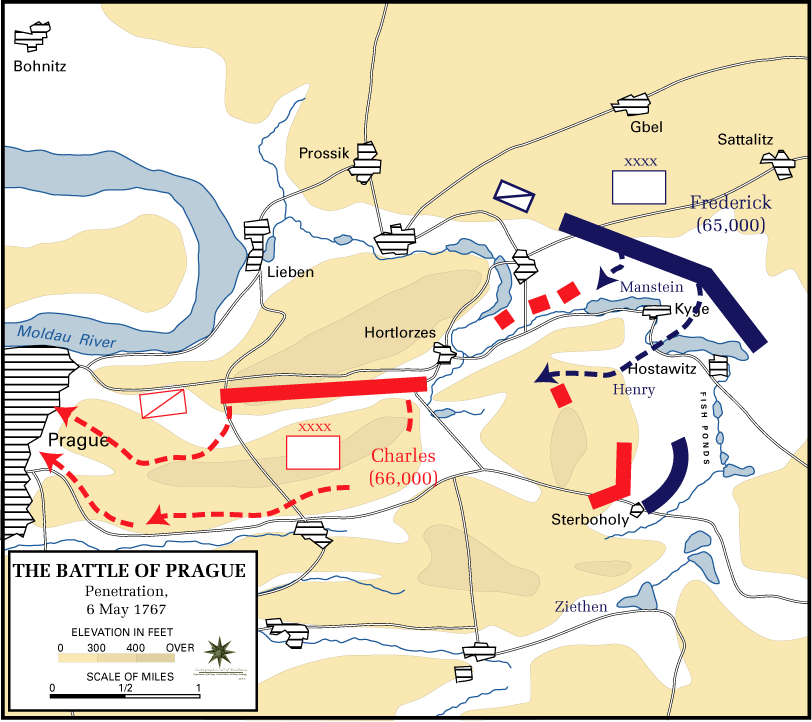
Konečná fáze bitvy u Štěrbohol

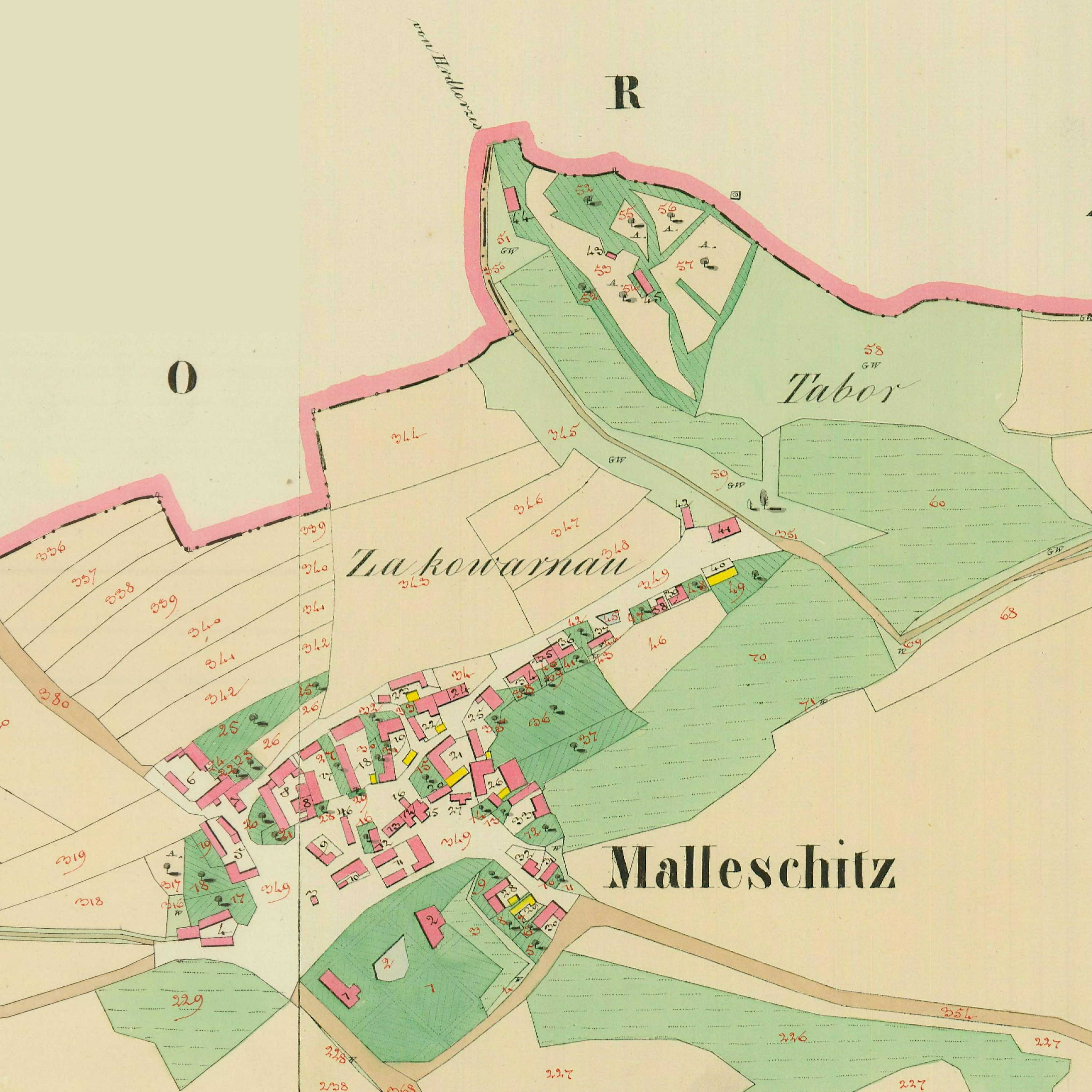
Malešice na císařských otiscích map Stabilního katastru z roku 1841. V horní části areál usedlosti Josefa Havlíčka.

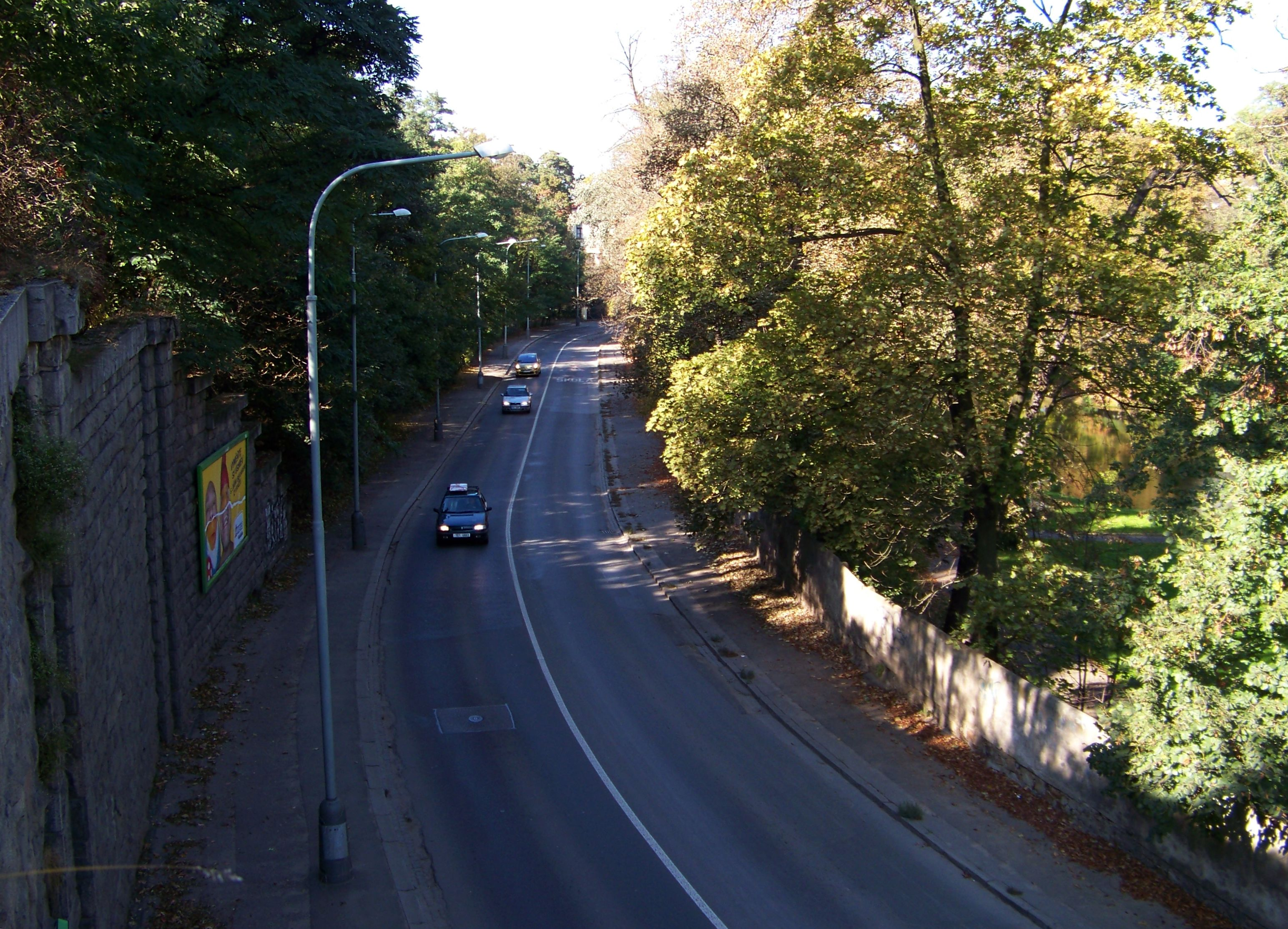
Ulice Pod Táborem na západním úpatí

V roce 1757 se právě v těchto místech odehrál nejkrutější a rozhodující boj bitvy u Štěrbohol. Rakouští vojáci císařovny Marie Terezie tu byli poraženi pruskými vojsky Fridricha II. Rakouské jednotky byly postupně z vrchu Tábora sraženy do hlubokého údolí, které se táhne mezi Malešicemi a Hrdlořezy, a v úzkém prostoru (především okolo dnešní zahradnické školy) se rozpoutal prudký boj, ve kterém byli Rakušané tvrdě poraženi.

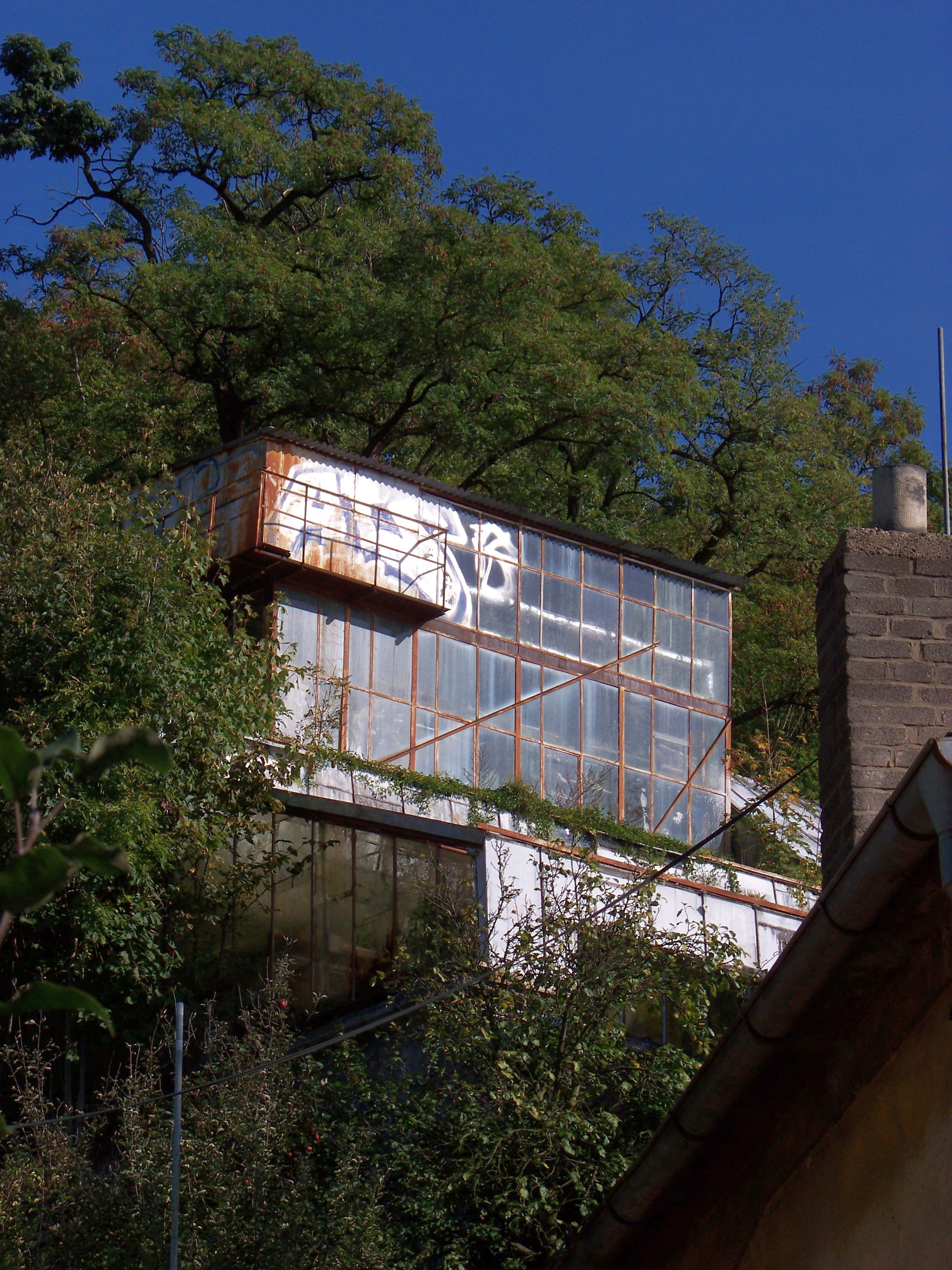
Skleníky v zahradnickém areálu

Na západním úbočí stojí pseudorenesanční zámeček zvaný Jiráskova vila, k němuž příslušný rozlehlý park, sloužící dnes jako Botanická zahrada Malešice. Celý areál byl po roce 1948 věnován zahradnickým účelům, jako pracoviště zahradnické školy a nějakou dobu i jako výrobní středisko pražského zahradnického podniku Sady, lesy a zahradnictví. Na vrcholové části kopce se nachází komplex skleníků.
Na severním úbočí se nachází též několik obytných domů se zahradami. U jižního úbočí je deponie stavební suti.
V letech 1914–1919 byl kopcem prokopán v severojižním směru 358 m dlouhý železniční tunel dimenzovaný pro dvojkolejnou trať. Úsek dlouho sloužil jen nákladní dopravě (pro propojení stanic Praha-Libeň a Praha-Malešice), od roku 2010 tudy projíždí i městská linka osobní dopravy (ML), později označená jako linka S41 Esko Praha. Další dvě nákladní tratě od nákladního nádraží Praha-Malešice vedou při úpatí kopce na jihozápadní straně (směrem k nákladovému nádraží Žižkov) a na jihovýchodní straně (směrem k nádraží Praha-Běchovice).

## Zalesnění
Ze starých mapových podkladů vyplývá, že lesy na kopcích Tábor a Smetanka nejsou historickými lesy s kontinuálním zalesněním. V roce 1840 se na území dnešních lesů v rovinatějších částech rozkládala zejména pole, na svazích vinice. V 60. letech 20. století bylo provedeno rozsáhlé zalesnění převážně dubem červeným, který je v našich podmínkách nepůvodní dřevinou. Část lesa Tábor o ploše 1,4 ha byla na konci 70. let 20. století zalesněna velmi netradičním způsobem, a to přesázením již vzrostlých stromů z místa dnešního depa metra Hostivař. Jedná se o jediné místo v Praze, kde byl takovýto způsob výsadby použit. V úžlabí na Táboře lze nalézt také na pražské poměry zajímavé jedince buku lesního. Na území lesa Tábor převládají živná stanoviště nižších poloh. Tyto podmínky vyhovují zejména dubu, habru obecnému a buku lesnímu. Tyto údaje se týkají zejména ploch ve správě Lesů hl. m. Prahy, tedy mimo areál botanické zahrady.